# Fuladshahr
Fuladshahr sau Poulad-shahr este un oraș din Iran.